# Marie Karsten
Marie Karsten (* 12. April 1872 in Kristiania (heute Oslo); † 11. November 1953 in Oslo) war eine norwegische Architektin, Innenarchitektin und Möbeldesignerin.

## Herkunft und Ausbildung
Marie Karsten wurde 1872 als ältestes Kind des aus Mecklenburg stammenden Baumeisters Heinrich Karsten (1837–1909) und dessen norwegischer Frau Ida Susanne Pfützenreuter (oder Pfytzenreuter) (1846–1890) geboren. Ihre Familie war künstlerisch interessiert und liberal und ermöglichte allen Kindern eine gute Ausbildung. Maries älteste Schwester Fredrikke studierte Musik in Dresden, die jüngere Schwester Kristine, genannt Titti, wurde später prominente Textilkünstlerin, der älteste Bruder Heinrich wurde Architekt und der jüngste Bruder Ludvik wurde erfolgreicher Maler.
1892 begann sie ein Studium an der Königlichen Zeichen- und Kunstschule in Christiania, kurz Tegneskolen, wo sie gemeinsam mit Lilla Hansen und Hjørdis Grøntoft Raknerud zu den ersten weiblichen Studenten zählte. Hier studierte Karsten Gestaltung und Ornamentik unter Herman Major Schirmer und Möbeldesign bei Harald Olsen, der als einer der Vorreiter des Jugendstils in Norwegen gilt. Nach Abschluss ihres Studiums in Kristiania zog sie 1898, als eine der ersten norwegischen Architekturstudenten überhaupt, nach London, um am Royal College of Art ihre Ausbildung fortzusetzen. Hier studierte sie unter anderem unter Walter Crane, durch den sie mit der Arts-and-Crafts-Bewegung vertraut wurde.

## Werdegang
Nach Abschluss ihres Studiums in London kehrte Marie Karsten im Jahr 1900 nach Oslo zurück. Ein Jahr später gründete sie nach englischem Vorbild die Forening for anvendt Kunst (Vereinigung für angewandte Kunst), deren Vorsitzende sie viele Jahre lang war. 1918 war sie eine der Initiatoren der Foreningen Brukskunst, die ein Sammelpunkt für Textilkünstler, Innenarchitekten und Möbeldesigner wurde. Daneben war sie in der Husflidsbewegung engagiert, zu der unter anderem auch der Maler Gerhard Munthe gehörte, als dessen Assistentin Karsten 1910 an der Innenausstattung der wieder aufgerichteten mittelalterlichen Håkonshalle in Bergen beteiligt war.
Als wichtigste frühe Arbeit Karstens gilt die Einrichtung des Teesalons „Iris“ in Kristiania, der in Anlehnung an die Arbeit des schottischen Innenarchitekten Charles Rennie Mackintosh entstanden war.
1912 gewann Marie Karstens ehemalige Kommilitonin Lilla Hansen einen prestigeträchtigen Architekturwettbewerb und konnte sich mit dem Preisgeld selbstständig machen. Das Büro teilte sie sich mit Karsten, die sich zunehmend auf die Inneneinrichtung spezialisierte. Karstens Entwürfe zeichneten sich durch ihre Funktionalität, ihren Preis, ihre Qualität und ihre schlichte Eleganz aus. Im Gegensatz zu vielen anderen Möbelkünstlern ihrer Zeit arbeitete sie auch an Entwürfen für die industrielle Produktion von Möbeln, die damit breiteren Bevölkerungsschichten zugänglich waren.
Als eines ihrer wichtigsten Werke gilt Marie Karstens Beitrag zur Norwegischen Jubiläumsausstellung 1914 im Osloer Stadtteil Frogner, zu der sie auch das innenarchitektonische Konzept lieferte. Ihre eigenen Beiträge galten als bahnbrechend für ihre Zeit und festigten ihren Ruf als eine der wichtigsten norwegischen Möbeldesigner ihrer Zeit.
Neben ihrer Spezialisierung auf die Innenarchitektur war Marie Karsten auch gelegentlich als Architektin tätig und entwarf unter anderem eine Villa in Moss, die auf Grund ihrer architektonischen Qualitäten unter Denkmalschutz steht, sowie das Bürogebäude Sterudgården, ebenfalls in Moss.

## Werk (Auswahl)
- Teesalon „Iris“, Kristiania 1905
- Inneneinrichtung der Håkonshalle in Bergen als Assistentin Gerhard Munthes, 1910, zerstört 1944

## Ausstellungen (Auswahl)
- Kristiania Håndverks- og Industriforenings Lotterieausstellung, 1906–1920
- Weltausstellung Paris 1900
- Bergensausstellung, 1911
- Norwegische Jubiläumsausstellung in Frogner, Oslo 1914

## Auszeichnungen
- 1. Preis im Möbeldesignwettbewerb der Kristiania Håndverks- og Industriforening 1904 und 1911, 3. Platz 1912
- Medaille Jubiläumsausstellung 1914